# Cabo da Roca
Cabo da Roca – przylądek położony na Półwyspie Iberyjskim na terenie Portugalii, w obrębie Parku Przyrodniczego Sintra–Cascais, na zachód od Lizbony. Stanowi najdalej na zachód wysunięty punkt lądu stałego Europy. Brzeg na przylądku jest skalisty i wznosi się 144 m ponad poziom Oceanu Atlantyckiego. Na przylądku znajduje się latarnia morska z XIX wieku.
Na obelisku stojącym na szczycie urwiska umieszczona jest tablica zawierająca aluzyjny cytat z 3. pieśni eposu Os Lusĭadas portugalskiego poety Luísa de Camões: Aqui, onde a terra se acaba e o mar começa („Tu, gdzie ląd się kończy, a morze zaczyna”). Cabo da Roca dzielą od znajdującego się po drugiej stronie Atlantyku przylądka Henlopen w amerykańskim stanie Delaware 5593 kilometry.

## Klif
Przylądek Roca stanowi najbardziej na zachód wysunięty fragment małego, liczącego zaledwie 10 km długości pasemka górskiego, zwanego Serra de Sintra. Tę część pasma budują sjenity. Brzeg na przylądku jest skalisty i wznosi się 144 m ponad poziom Oceanu Atlantyckiego. Na nadbrzeżnych skałach klifu widać liczne pozostałości po kilku historycznych tsunami, z najsilniej zaznaczonymi zmianami powstałymi na skutek trzęsienia ziemi, które nawiedziło ten region 1 listopada 1755 roku. Konsekwencją trzęsienia ziemi o magnitudzie 8,5-8,9 stopni, było gigantyczne tsunami, którego fala osiągnęła w rejonie Cabo da Roca wysokość ponad 50 metrów. Badania stratygraficzne wykazały, że spowodowało ono liczne zmiany w ukształtowaniu lokalnego wybrzeża.

## Klimat
W tym rejonie Portugalii panuje oceaniczna odmiana klimatu śródziemnomorskiego. Średnia temperatura roczna wynosi tu ok. 15 °C. Średnia temperatura stycznia to ok. 9 °C, sierpnia – ok. 18 °C. Roczna suma opadów wynosi niespełna 500 mm, jednak wrażenie wilgotności podnosi znacznie woda w postaci mgły znad Atlantyku. Charakterystyczne są częste i silne wiatry, zwłaszcza zachodnie, od strony morza.

## Flora
Skaliste zbocza przylądka porośnięte są przez inwazyjny gatunek sukulenta – Carpobrotus edulis z rodziny pryszczyrnicowatych. Poza tym rosną tu: zawciąg szerokolistny Armeria pseudarmeria, goździk iberyjski Dianthus cintranus, czystek Cistus crispus i kolcolist Ulex densus.

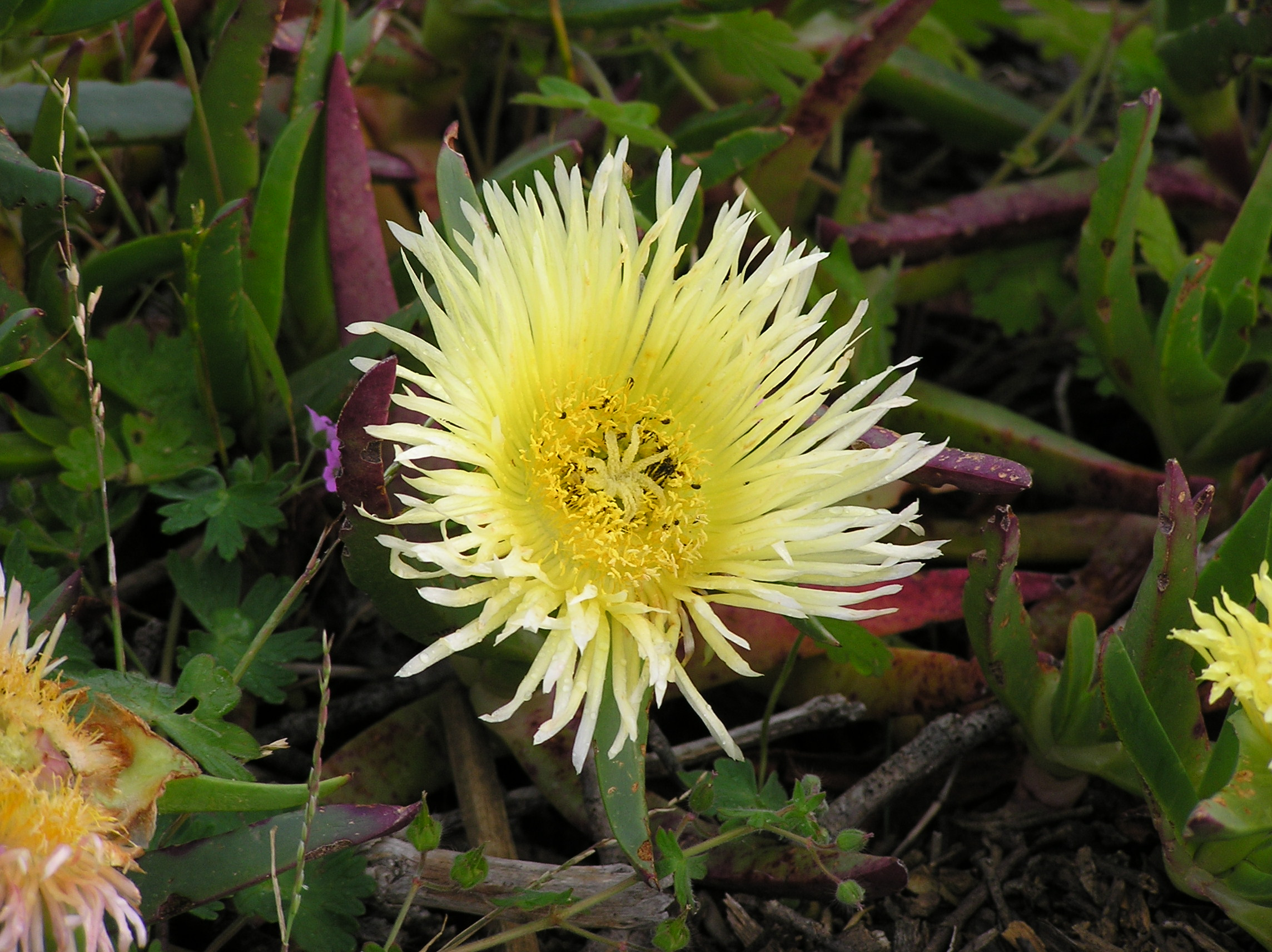
Carpobrotus edulis
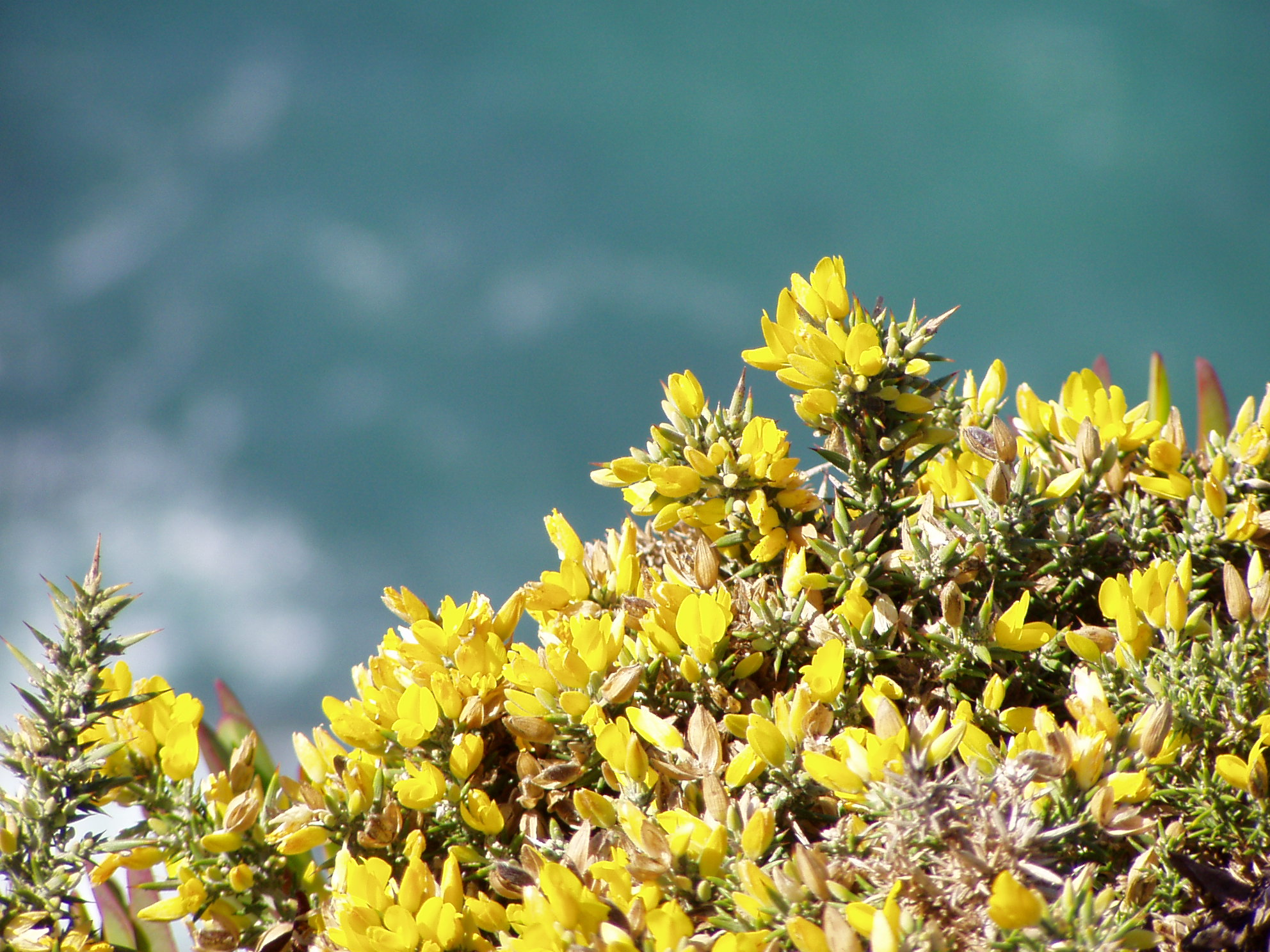
Ulex densus
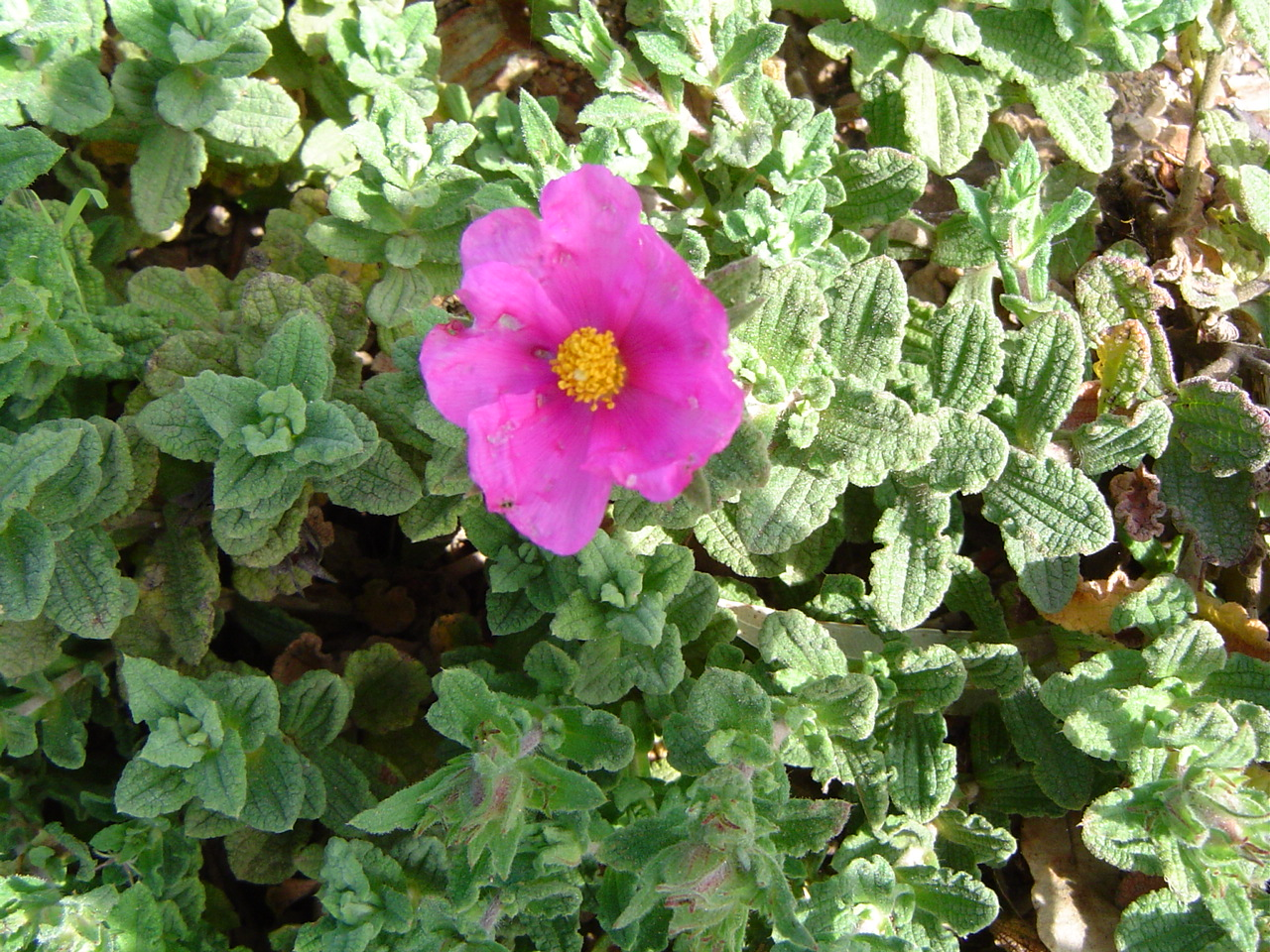
Cistus crispus
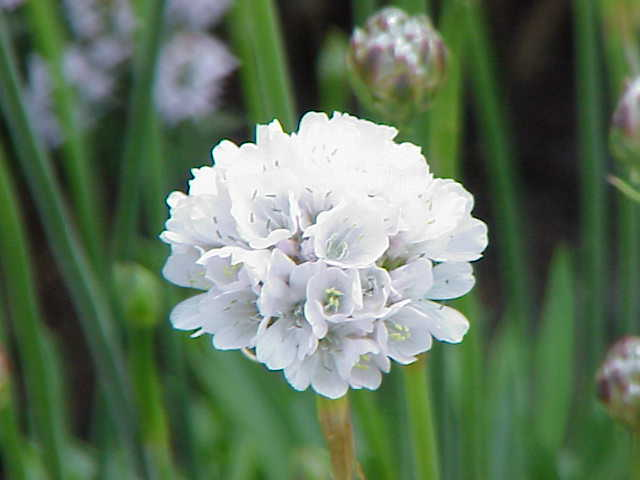
Armeria pseudarmeria

## Galeria

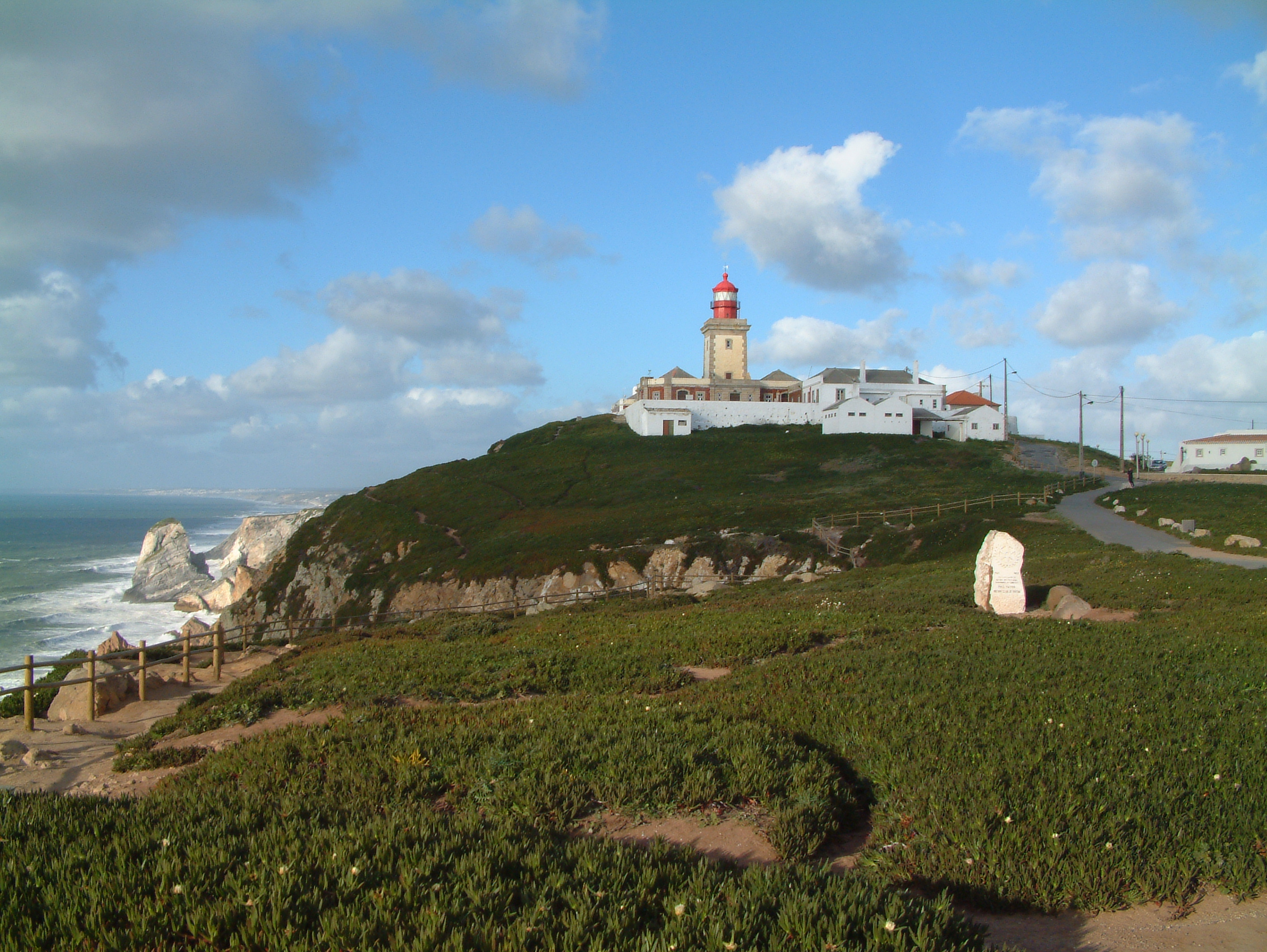
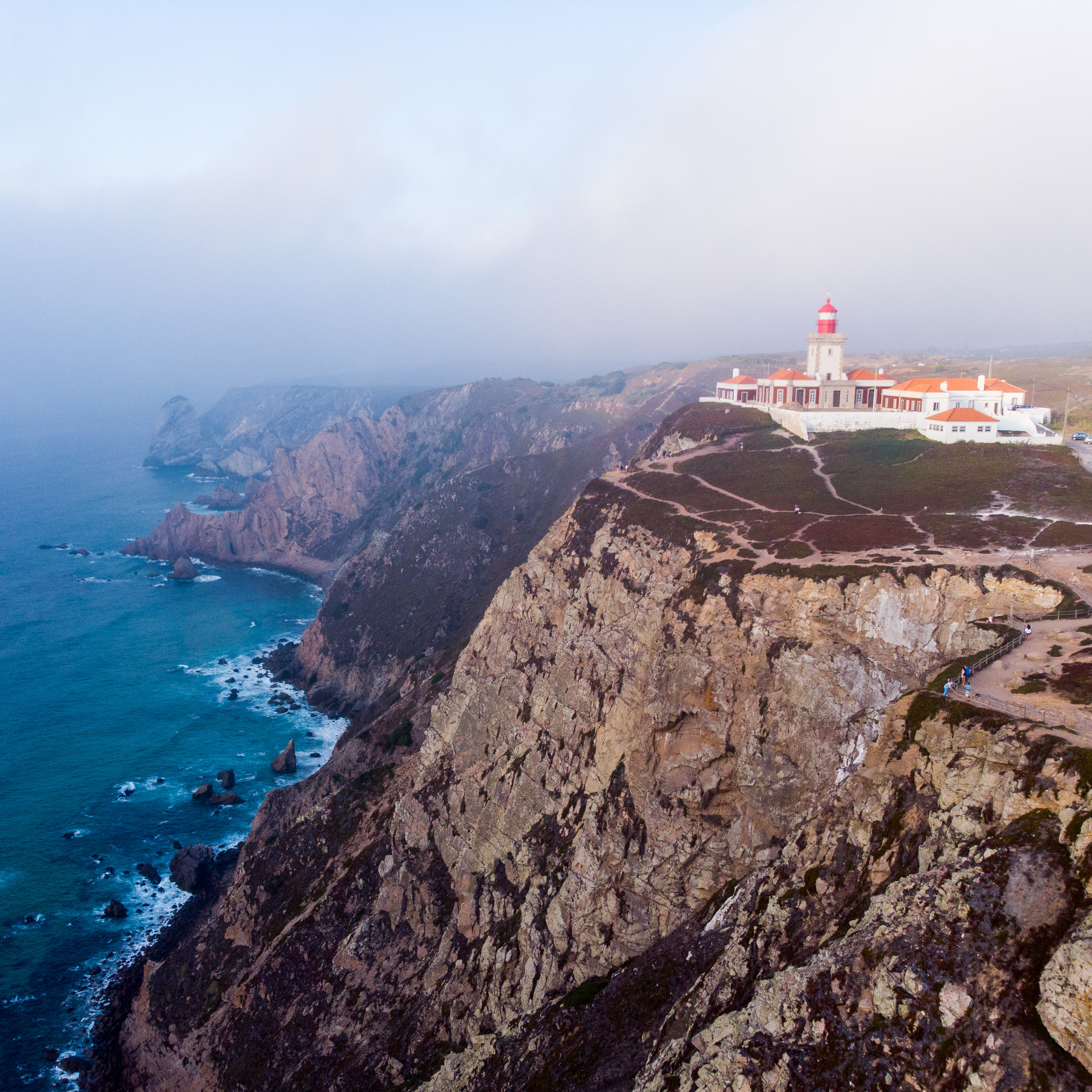
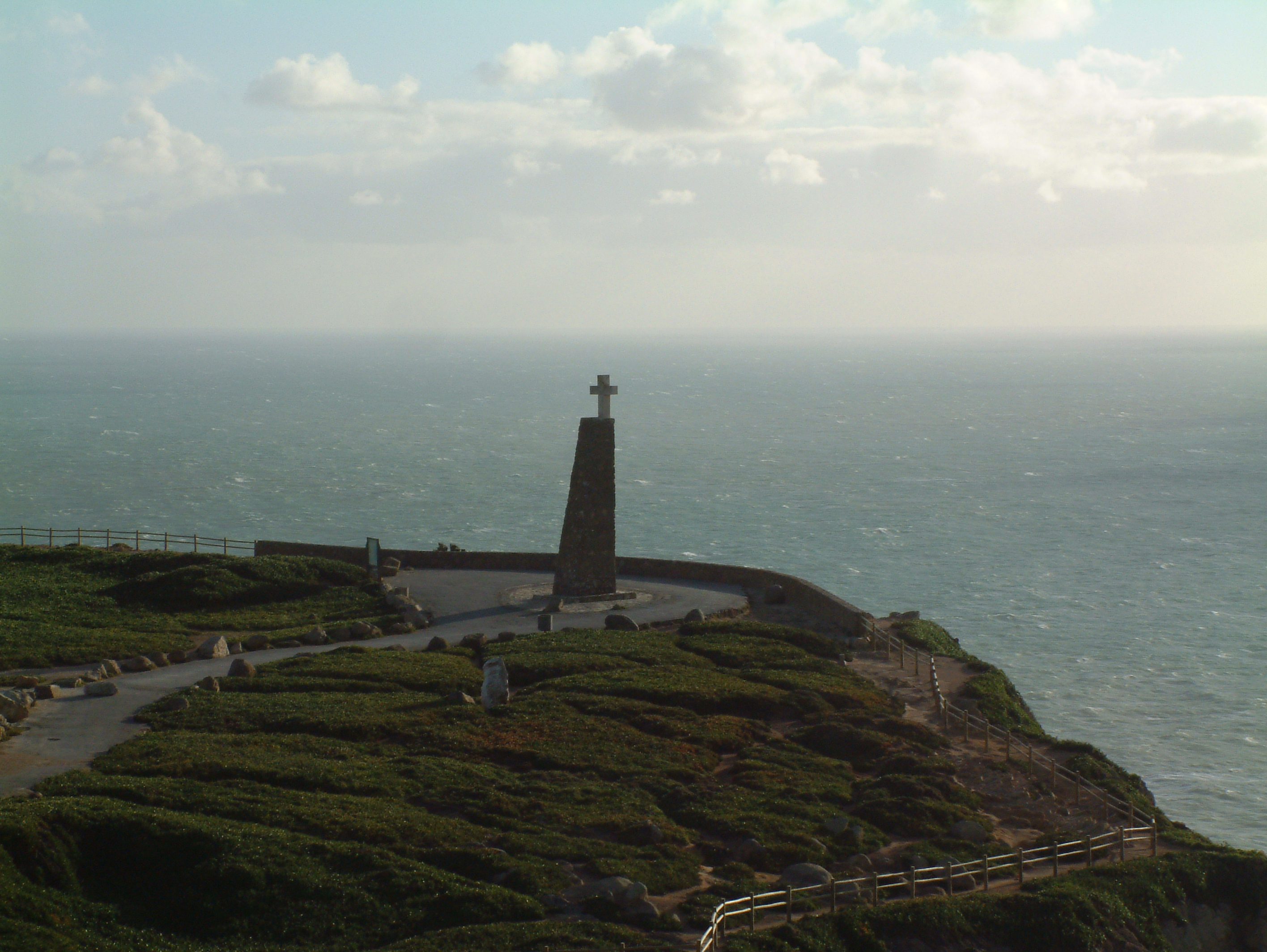
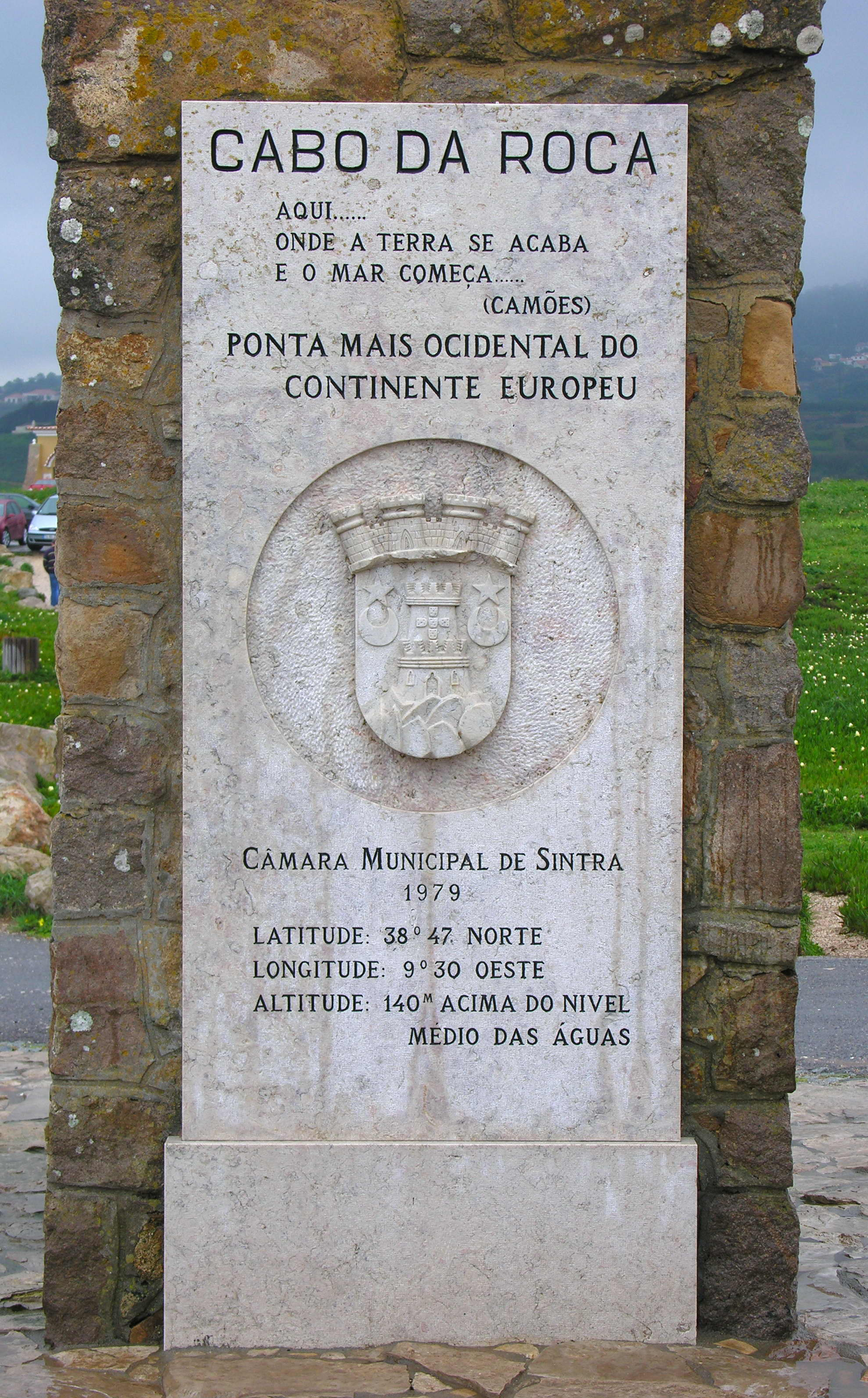
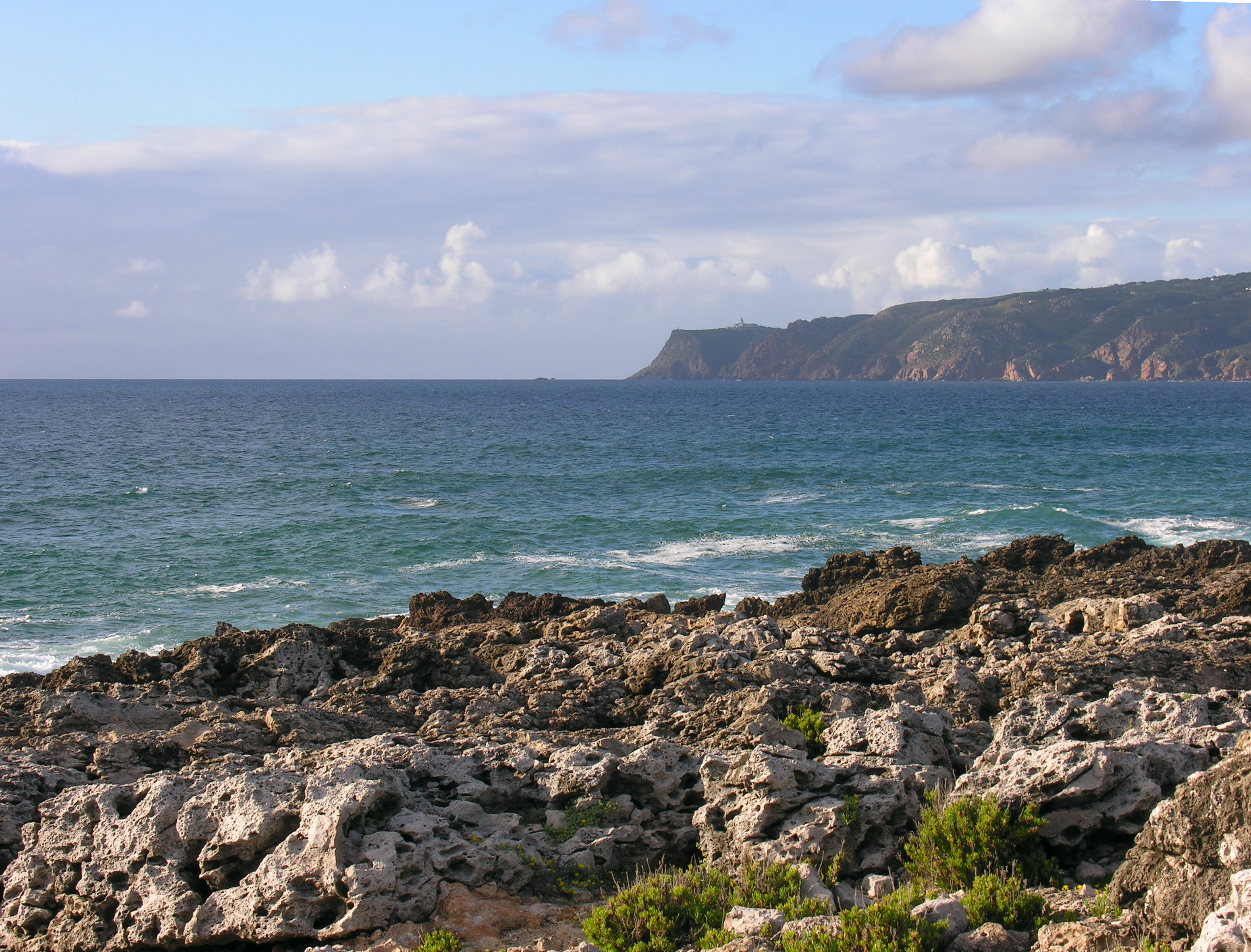
Cabo da Roca widziany z Guincho